# Nemesi (film)
Nemesi (The Assignment) è un film del 2016 diretto da Walter Hill.

## Trama
La chirurga Rachel Jane è rinchiusa in un ospedale psichiatrico per delle operazioni illegali. Lo psichiatra Ralph Galen la interroga per comprendere il suo profilo psicologico, scoprendo in lei una donna molto colta e intelligente che ha aperto una clinica illegale specializzata nell'eseguire interventi di chirurgia plastica integrali, incluso il cambiamento definitivo di sesso, a costi irrisori.
La donna, accusata di omicidio plurimo, incolpa un uomo chiamato Frank Kitchen, un sicario responsabile dell'uccisione di suo fratello per conto di persone a cui l'uomo doveva dei soldi: le cose sono effettivamente andate in questo modo, ma nessuno le crede in quanto non si riesce a individuare una persona che risponda a quel nome. L'uomo, il cui vero nome è in realtà un altro, è stato tuttavia vittima di una terribile vendetta da parte della dottoressa: ingaggiato da un criminale con la scusa di commettere un altro omicidio, dopo aver avuto un ultimo rapporto sessuale con una ragazza incontrata per caso, egli è stato rapito e sottoposto a un intervento da parte di Rachel, che lo ha reso donna per poi farlo abbandonare in un hotel di bassa lega.
Svegliatosi nell'hotel e scoperta la sua nuova condizione, Frank tuttavia non accetta di essere diventato una donna; inoltre, conserva l'attrazione per le donne e la voglia di vendetta. Stabilitosi proprio a casa della ragazza con cui aveva avuto il suo ultimo rapporto sessuale da uomo, Frank si procura i nominativi di tutte le persone che lavorano per Honest John Hartunian, l'uomo che l'aveva catturato per permettere alla dottoressa di attuare il suo piano.
Nel frattempo prova anche a convincere un eminente chirurgo a rioperarlo per tornare di nuovo uomo, invano. Mentre seguiamo la sua storia, la scena si sposta di tanto in tanto su Rachel Jane, la quale dopo aver avuto un raptus d'ira con il suo psichiatra, decide di raccontare a tutti il crimine commesso sulla pelle di Frank Kitchen. La scena ritorna su Frank che, uno dopo l'altro, uccide tutti i collaboratori di John e arriva alla fine a mettere le mani proprio su quest'ultimo: egli gli rivela di aver agito in quel modo perché, fra le vittime di Frank, c'era anche suo cugino, e che la ragazza con cui ora convive non è altro che una collaboratrice della dottoressa. Frank finisce con l'ucciderlo.
Dopo aver estorto alla sua ormai ex ragazza le informazioni di cui aveva bisogno, e aver ciononostante deciso di risparmiarla, Frank si presenta alla clinica della dottoressa: qui viene catturato dai suoi dipendenti, che la rinchiudono in una cella affinché la dottoressa si prepari per poterla operare una seconda volta. Frank ha tuttavia nascosto una pistola sul suo corpo e, alla prima occasione utile, uccide tutte le guardie del corpo e affronta la stessa dottoressa. La Jane prova a contrattare, ma Frank la rende inoffensiva per poi chiamare la polizia affinché venga consegnata alla giustizia.
Prima di andare via, Frank posiziona la sua pistola e il bisturi della dottoressa nelle mani del cadavere di Edward, il braccio destro della dottoressa, affinché si pensi che i recenti omicidi siano tutti opera sua. Il piano di Frank ha funzionato alla perfezione: nessuno crede effettivamente alla storia della dottoressa, ragion per cui Frank può continuare a vivere la sua vita mentre Rachel Jane è rinchiusa in un istituto psichiatrico e non può avere un regolare processo da imputata sana di mente. Mentre è in una vasca da bagno, Rachel rivela per la prima volta le sue mani: così come lei voleva amputare il braccio a Frank per impedirgli di usare la pistola, l'ultimo sfregio di quest'ultimo è stato tagliare a lei le dita affinché non potesse mai più operare. L'ultima scena mostra Frank con in mano due pistole e la sua voce fuori campo, rivela che diventando una donna, ora vede le cose da una diversa prospettiva, promettendo che i cambiamenti futuri saranno estremi.

## Produzione

### Sceneggiatura
Nel 1978 Denis Hamil scrisse la prima stesura di una sceneggiatura chiamata Tom Boy. Si trattava di un delinquente minorile che stupra e uccide una donna il cui marito è un chirurgo plastico. Viene arrestato e va in prigione, ma il chirurgo lo cattura e lo trasforma in una donna. Il personaggio continua a commettere una serie di omicidi. Walter Hill ricorda: "Mi piaceva la sua audacia, e il suo potenziale essere ... questa cosa suona sempre accondiscendente, ma è una specie di film di serie B davvero fantastico. Sai, il tipo di film che non ha molto amore quando esce, ma ti piace guardarlo in TV anni dopo, molto più di quello che fai con i "grandi" film di oggi." Hill ha acquistato la sceneggiatura con i propri soldi circa dieci anni dopo averla letta per la prima volta. Ha provato a scriverne una versione diversa che però non riuscì mai a far funzionare. Mise da parte il progetto finché, quindici anni dopo, trovò una copia del primo progetto: solo allora si convinse di saperla riscrivere efficacemente.
Walter Hill ebbe successo pubblicando una graphic novel in Francia; dato il successo incominciò a crearne il seguito. Scrisse il nuovo progetto sotto forma di romanzo grafico. L'agente di Hill lo presentò a un produttore, Said Ben Said, che era disposto a investire nel progetto. "Le uniche regole che ha stabilito erano che avrebbe dovuto essere realizzato a un prezzo molto basso e nel cast doveva esserci qualche nome importante", ha detto Hill.
"Questo film esce totalmente dallo stesso animus del mio Tales From the Crypt", ha detto Hill.

### Budget
Il film è costato poco meno di 3 milioni di dollari americani

### Riprese
Le riprese principali del film sono iniziate il 9 novembre 2015 a Vancouver.

## Colonna sonora
Il tema dei titoli di coda è composto dalla tastierista dei Guns N 'Roses Melissa Reese.

## Distribuzione
Nel maggio 2016, Saban Films ha acquisito i diritti di distribuzione del film. È stato presentato, in anteprima mondiale, al Toronto International Film Festival l'11 settembre 2016.
In Italia è stato presentato al Cine&Comic Festival di Genova nel giugno 2017; è stato distribuito nelle sale cinematografiche dal 19 ottobre.

## Accoglienza

### Incassi
Il film ha incassato nei cinema 373 455 dollari.

### Critica
L'opera ha ricevuto recensioni generalmente negative da parte della critica. Attualmente detiene una valutazione positiva del 31% su Rotten Tomatoes sulla base di 54 recensioni, con una media ponderata di 3,8/10. Il consenso critico del sito recita: "La premessa del film è stranamente intrigante, ma sfortunatamente è solo uno dei tanti ingredienti per un'opera deludente del regista Walter Hill". Su Metacritic, il film ha una valutazione di 34 su 100, basata su 20 critici, che indica "recensioni generalmente sfavorevoli".
Todd McCarthy di The Hollywood Reporter ha dato al film una recensione positiva, scrivendo: "Il film più divertente e avvincente di Hill da un po' di tempo a questa parte" e "un elemento di culto istantaneo". Dennis Harvey di Variety ha dato al film una recensione negativa, scrivendo: "Si mescola senza problemi a cliché del crimine-melodrammatico ed è involontariamente divertente, "Oh no! Sono un pulcino adesso !!" (gergo narrativo di cambiamento di genere). " Wendy Ide di Screen International ha anche dato al film una recensione negativa, scrivendo: "Nonostante abbia citato liberamente Shakespeare e Edgar Allen Poe [sic], la sceneggiatura non è abbastanza nitida da far sentire il pubblico come giustificato dal fatto di non essere più in sintonia."
La comunità transgender è stata ampiamente delusa dall'immagine dell'intervento chirurgico forzato di riassegnazione di genere. Il regista Walter Hill ha risposto affermando: "Non farei un film che ferisca le persone transgender, alcune hanno avuto un periodo difficile e l'ultima cosa che voglio fare è rendere più difficile la strada a chiunque. Ma guarda, io capisco la preoccupazione, è lurido? Sì. Beh, forse è offensivo? No. Sto solo cercando di onorare i film di serie B con cui siamo cresciuti."

## Riconoscimenti
- VDKUF Award - Verein Deutscher Kritiker Und Filmemacher
  - Migliore attrice a Michelle Rodriguez[17]